# Ursicinio Abajo Martínez
Ursicinio Abajo Martínez, més conegut com a "Ursi" (Saragossa, 24 de juliol de 1940) és un escalador i guia d'alta muntanya aragonès.
Considerat un dels escaladors aragonesos més representatitus i un dels màxims especialistes en l'escalada del Mallos de Riglos, es pot dir que és el màxim representant de la tercera generació d'escaladors aragonesos que va sorgir després de la mort d'Alberto Rabadá i Ernesto Navarro el 1963. Va desenvolupar la primera part de la seva vida com a escalador en els Mallos de Riglos, on obre vies com la Ursi al massís del Picó (1961) amb Navarro o la Via del Riure a la Peña don Justo (1961) amb aquest i amb Rabadà. Després de la mort de tots dos escaladors a la cara nord de l'Eiger, segueix obrint en Riglos moltes altres vies, destacant la Goito Villarig a l'Agulla Roja (1963), la Via de verano al Pisón (1964), el Espolón del Adamelo al massís del Pisón (1965) o la Carnavalada al Pisón (1965); aquestes dues últimes realitzades amb Jesús Ibarzo, aconseguint també amb aquest escalador les primeres repeticions d'emblemàtiques vies de Rabadà com el Espolón del Firé, la Norte del Puro o la Serón-Millán al Pisón, així com la tercera absoluta de la Oest del Naranjo de Bulnes.
Als Pirineus aconsegueix importants ascensions, com les primeres de l'Estat espanyol a la nord del Pitó Carré i el Couloir de Gaube sortint per la cascada al massís del Vinyamala, ambdues hivernals, al corredor de la Zeta a la serra de la Partacua i després el seu establiment en la Vall de Tena realitza primeres absolutes a la Nord de la Pala d'Ip, Diedre Nord de la Pala d'Ip, Diedre Central de Penya Telera, com a activitats més destacades, sense oblidar altres primeres a pics com Anayet, Arriel, La Foratata, Punta Escarra, Inferns, Vathleitosa i Frondella. Ha estat també un gran impulsor del barranquisme a la vall de Tena, aconseguint els primers descensos del barranc de Gorgol, Gola Escarrilla, Gola del Costechal i barranc de Forronías.
Realitza expedicions a diversos massissos de tot el món, sent reconegut nombroses vegades per la seva trajectòria muntanyenca amb les medalles d'or de la Federació Aragonesa de Muntanya i de plata i de bronze per la Federació Espanyola d'Esports de Muntanya i Escalada (FEDME) al mèrit esportiu. També ha estat reconegut per tres vegades com a millor muntanyenc aragonès de l'any. L'octubre de 2010, coincidint amb el 45è aniversari de l'obertura de la via Carnavalada, la cordada Ursi-Ibarzo va ser homenatjada per la FEDME i el Grup d'Alta Muntanya Espanyol (GAMO) per tota la seva trayectoria. El 2011 li va ser concedida la Creu del Mèrit de la Guàrdia Civil per la seva col·laboració amb els Grups de Rescat i Intervenció en Muntanya (GREIM). També ha estat guia de muntanya i president del Cos de Guies, a més de responsable del Refugi de Respomuso a Sallent de Gállego. Durant tres anys ha estat considerat el Millor Esportista de Muntanya d'Aragó. És autor de "10 mandamientos de la montaña" i "Mallos de Riglos, Aquera i Salinas".